# Willy Use a Billy … Boy
Willy Use a Billy … Boy ist eine Single des Dancefloor-Projekts E-Rotic. Sie war die erste Auskopplung aus dem Album The Power of Sex.

## Hintergrund
Die Single wurde am 4. Oktober 1995 veröffentlicht. Die Sängerin ist Lyane Leigh und der Rapper David Brandes.
Es war die letzte Veröffentlichung von der Erstbesetzung aus Lyane Leigh und Bühnendarsteller Raz-Ma-Taz. Nur ein paar Wochen später verließen die beiden die Gruppe und wurden von den beiden Bühnendarstellern Jeanette Christensen und Terence D’Arby ersetzt.
Die Single ist, nach Fred Come to Bed und Max Don’t Have Sex with Your Ex, die dritterfolgreichste Single von E-Rotic.

## Text
Wie bei den vorherigen E-Rotic-Songs, geht es auch bei dieser Single um das Thema Geschlechtsverkehr. Im Gegensatz zu den anderen Liedern wurde auch das Thema Safer Sex im Text angesprochen, woher auch der Name Willy Use a Billy … Boy rührt. Dabei wurde (nur in anderer Schreibweise) die deutsche Kondom-Marke Billy Boy im Namen und Text erwähnt.

## Maxi-CDs
Mit dieser Single wurden zwei Varianten von Maxi-CDs veröffentlicht.

### Willy Use a Billy … Boy
1. „Willy Use A Billy … Boy“ (Radio Edit) – 3:41
2. „Willy Use A Billy … Boy“ (Extended Version) – 6:37
3. „Willy Use A Billy … Boy“ (Safe The Sex Re-Max) – 5:37
4. „Willy Use A Billy … Boy“ (Instrumental) – 3:40

### Willy Use a Billy … Boy REMIXES
1. „Willy Use A Billy … Boy“ (The House Remix) – 6:03
2. „Willy Use A Billy … Boy“ (The Dance Remix) – 4:44
3. „Willy Use A Billy … Boy“ (Willy’s Latex Remix) – 5:07

## Charts und Chartplatzierungen
| ChartsChartplatzierungen | Höchstplatzierung | Wochen |
| ------------------------ | ----------------- | ------ |
| Deutschland (GfK)        | 11 (16 Wo.)       | 16     |
| Österreich (Ö3)          | 5 (12 Wo.)        | 12     |
| Schweiz (IFPI)           | 20 (9 Wo.)        | 9      |

## Auszeichnungen für Musikverkäufe
| Land/Region        | Auszeichnungen für Musikverkäufe (Land/Region, Auszeichnung, Verkäufe) | Verkäufe |
| ------------------ | ---------------------------------------------------------------------- | -------- |
| Deutschland (BVMI) | Gold                                                                   | 250.000  |
| Insgesamt          | 1× Gold ·                                                              | 250.000  |